# 主动记录
在软件工程中，主动记录模式（active record pattern）是一种架构模式，可见于在关系数据库中存储内存中对象的软件中。它在Martin Fowler的2003年著《企业应用架构的模式》书中命名。符合这个模式的对象的接口将包括函数比如插入、更新和删除，加上直接对应于在底层数据库表格中列的或多或少的属性。
主动记录模式是访问在数据库中的数据的一种方式。数据库表或视图被包装入类。因此，对象实例被连结到这个表格的一个单一行。在一个对象建立之后，在保存时将一个新行增加到表格中。加载的任何对象都从数据库得到它的信息。在一个对象被更新的时候，在表格中对应的行也被更新。包装类为在表格或视图中的每个列都实现访问器方法或属性。
这个模式常用于对象持久化工具和对象关系映射（ORM）之中。典型的，外键联系也通过一个属性而被显露为适当类型的一个对象实例。

## 实现
这个概念的实现可以在很多编程环境中的各种框架中找到。例如，如果在数据库中有一个表格parts，它具有列name（字符串类型）和price（数值类型），而主动记录模式用类Part来实现，伪码为：
```
part = new Part()
part.name = "Sample part"
part.price = 123.45
part.save()
```

它在parts表格中建立有给定值的一个新行，并且粗略的等价于SQL命令：
```
INSERT
 
INTO
 
parts
 
(
name
,
 
price
)
 
VALUES
 
(
'Sample part'
,
 
123
.
45
);

```

反过来，这个类可以被用来查询这个数据库：
```
b = Part.find_first("name", "gearbox")
```

这会找到一个新Part对象，基于在parts表格中其name列的值为"gearbox"的第一个匹配行。使用的SQL命令可能类似于下面所列，具体依赖于这个数据库的SQL实现细节：
```
SELECT
 
*
 
FROM
 
parts
 
WHERE
 
name
 
=
 
'gearbox'
 
LIMIT
 
1
;
 
-- MySQL or PostgreSQL

```

## 主动记录框架
主动记录框架一般兼有ORM框架的功能，但主动记录不是简单的ORM。关系型数据库往往通过外键来表述实体的联系，主动记录在数据源层面上也将这种联系映射为对象的关联和聚集。著名的例子是解决方案堆栈Web开发框架Ruby on Rails，其默认使用一个纯Ruby写成的主动记录框架来驱动MVC中的模型层。此外还有：
- Python
  - SQLObject
  - Orator[2]

- PHP
  - Yii

- .NET
  - Castle

- Java
  - ActiveJDBC
  - ObjectiveSql[3]
  - JFinal[4]

## 类似模式
主动记录和行数据门径十分相似，但前者是领域模型模式，后者只是一种数据源模式。主动记录适合非常简单的领域需求，尤其在领域模型和数据库模型十分相似的情况下。如果遇到更加复杂的领域模型结构（例如用到继承、策略的领域模型），往往需要使用分离数据源的领域模型，结合数据映射器使用。

## 资料来源
1. ↑  Fowler, Martin. . Addison-Wesley. 2003  [2020-11-07]. ISBN 978-0-321-12742-6. （原始内容存档于2021-11-24）. 承载数据和行为二者的对象。多数这种数据是持久化的并需要被存储在数据库中。主动记录使用最明显的方式，将数据访问逻辑放置在领域对象中。这种方式下所有人都知道如何读和写他们的数据进出数据库。
2. ↑  .   [2020-11-08]. （原始内容存档于2020-12-16）.
3. ↑  ObjectiveSql （页面存档备份，存于）
4. ↑  .   [2020-11-08]. （原始内容存档于2020-11-21）.